# (9971) Ishihara
(9971) Ishihara est un astéroïde de la ceinture principale.

## Description
(9971) Ishihara est un astéroïde de la ceinture principale. Il fut découvert le 16 avril 1993 à Kitami par Kin Endate et Kazuro Watanabe. Il présente une orbite caractérisée par un demi-grand axe de 2,18 UA, une excentricité de 0,12 et une inclinaison de 2,7° par rapport à l'écliptique.

## Compléments